# Aerodinamika
Aerodinamika je znanost koja proučava djelovanje zraka, na tijela koja se kroz njega gibaju, te sile koje pri tome nastaju. Područje aerodinamike usko je vezano uz mehaniku fluida i dinamiku plinova. Parametri koji se pojavljuju u analizi aerodinamičkih problema su brzina, tlak, gustoća i temperatura koji se mjenjaju u prostoru i vremenu,a razumijevanje vrste strujanja omogućuje izračunavanje sila i momenata sila koje djeluju na izložena tijela.
Aerodinamiku prema načinu analize problema možemo podijeliti na teorijsku i eksperimentalnu. Teorijska aerodinamika zasniva se na zakonima mehanike čvrstih tijela, mehanike fluida i dinamike plinova te analitičkom rješavanju istih, dok se Eksperimentalna aerodinamika zasniva na ispitivanjima u aerodinamičkim tunelima te u računalnim simulacijama, gdje se eksperimentalno provjeravaju i ispituju sile koje djeluju na modele (bilo stvarne ili računalne).
Druga podjela aerodinamike zasniva se prema utjecaju stišljivosti (kompresibilnosti) fluida, tako da se pri malim brzinama strujanja, gdje je utjecaj stišljivosti malen, govori o podzvučnoj aerodinamici, a pri velikim brzinama (oko brzine zvuka i više) govori se o aerodinamici velikih brzina ili nadzvučnoj aerodinamici.
Treća podjela zasniva se na utjecaju viskoznosti. U većini aerodinamičkih problema utjecaj viskoznosti zraka je zanemariv, međutim u pojedinim aerodinamičkim problemima (poput strujanja u graničnom sloju oko tijela) dominantan je utjecaj viskoznih svojstava zraka, te se takva strujanja nazivaju viskozna strujanja, za razliku od neviskoznih strujanja kod kojih se utjecaj viskoznosti može zanemariti.
Aerodinamička istraživanja se osim u zrakoplovstvu provode u automobilskoj industriji, koriste ju jedriličari za predviđanje nastanka sila i momenata sila za uspješno jedrenje i građevinski inženjeri prilikom projektiranja visokih građevina i mostova. 

## Vanjske poveznice
- Zrakoplovna tehnika Hrvatska tehnička enciklopedija, portal hrvatske tehničke baštine. LZMK